# 2 Czechosłowacka Samodzielna Brygada Desantowa
2 Czechosłowacka Samodzielna Brygada Desantowa (czes. 2 československá samostatná paradesantní brigáda) – czechosłowacka jednostka wojskowa walcząca u boku Armii Czerwonej podczas II wojny światowej

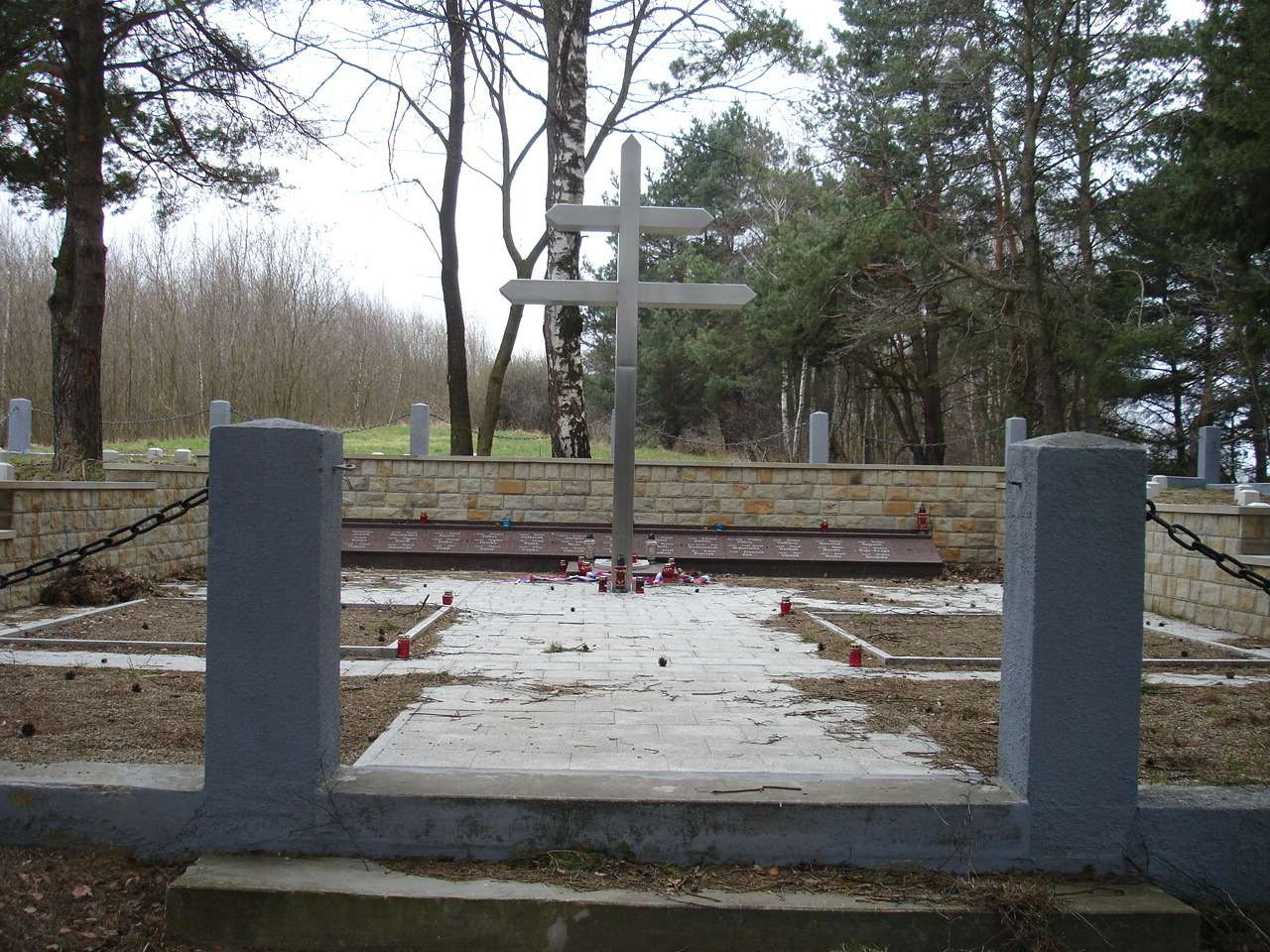
Cmentarz w Załużu z mogiłami żołnierzy słowackich poległych podczas II wojny światowej w powiecie sanockim

## Historia

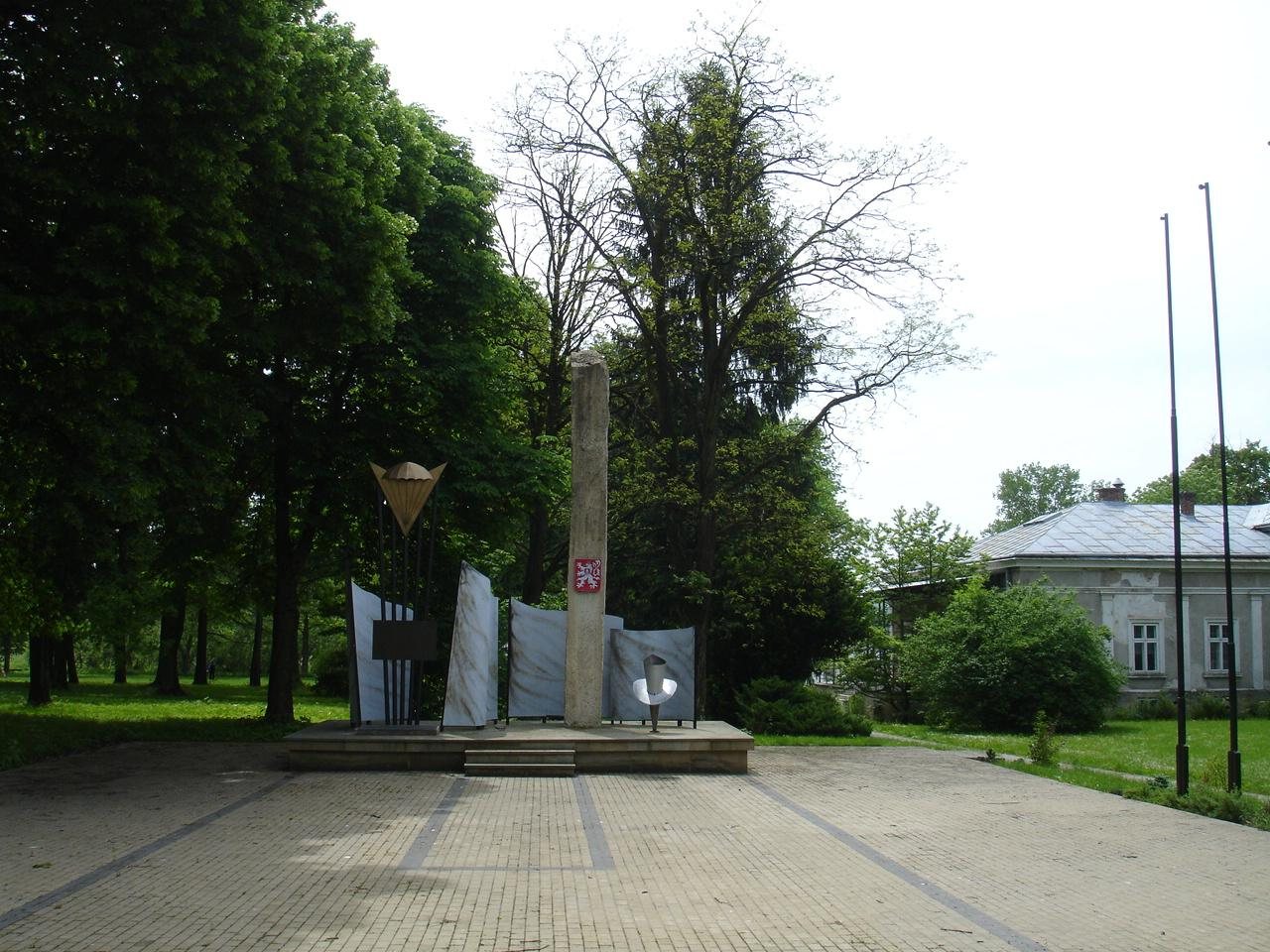
Pomnik 2 Czechosłowackiej Samodzielnej Brygady Spadochronowej w Nowosielcach. Żołnierze tej jednostki brali udział w walkach w powiecie sanockim oraz operacji dukielskiej latem 1944

Brygada została utworzona 14 stycznia 1944 w miejscowości Jefriemowo. Dowodził nią płk Vladimir Přikryl. Liczyła we wrześniu prawie 3 tys. żołnierzy, w tym 70% Słowaków. Oprócz  uzbrojenia strzeleckiego miała na stanie 12 dział 76 mm, 10 samochodów pancernych i 22 lekkie czołgi. We wrześniu trafiła na front. Wchodziła w skład 1 Frontu Ukraińskiego, a od 6 października – I Czechosłowackiego Korpusu Armijnego gen. Ludvika Svobody. Jej szlak bojowy wiódł przez Przemyśl, Krościenko, Krosno, Pielnię, Nowosielce po Nowotaniec i Wolę Sękową.
Do największych walk z Niemcami należały operacja dukielsko-preszowska (12-19 wrzesień), bardzo duże straty (611 zabitych i rannych) poniosła 9 września w okolicy miejscowości Machnówka, Bóbrka i Wrocanka, gdy na otwartym polu dostała się pod silny ostrzał nieprzyjaciela.
Po przerzuceniu na lotnisko Tri Duby na terenie Słowacji w dniach 6-28 października brygada wspierała słowackie powstanie narodowe. Walczyła m.in. na terenie Badina, Tŕni, Sliača, Kremnički w rejonie Bańskiej Bystrzycy i w Donovalach. 28 października wykrwawiona jednostka została rozwiązana, zaś jej resztki przeszły do walki partyzanckiej w górach słowackich, głównie w Niżnych Tatrach. 23 stycznia 1945 na ich bazie sformowano 2 Czechosłowacką Samodzielną Brygadę.

## Skład organizacyjny
- dowództwo
- 1 batalion piechoty
- 2 batalion piechoty
- dowództwo artylerii
- dowództwo artylerii przeciwpancernej
- dowództwo artylerii przeciwlotniczej
- dowództwo zwiadu
- kompania komunikacyjna
- kompania saperów
- kompania rowerowa
- kompania samochodowa
- kompania pomocnicza
- służby